# Danguolė Jankauskienė
Danguolė Jankauskienė (* 24. Juni 1959 in Alytus) ist eine litauische Medizinerin, Professorin und ehemalige Politikerin, Vizeministerin der Gesundheit.

## Leben
Nach dem Abitur an der Sekundarschule in Sowjetlitauen absolvierte Jankauskienė von 1977 bis 1984 das Studium  der Medizin sowie die Facharztweiterbildung der Pädiatrie und Kinderchirurgie an der Universität Vilnius in der litauischen Hauptstadt Vilnius. Von 1985 bis 2004 arbeitete sie als Chirurgin am Kinderkrankenhaus Vilnius. Von 1999  bis 2000 promovierte sie an der heutigen Medizinakademie der Litauischen Universität für Gesundheitswissenschaften in der  zweitgrößten litauischen Stadt Kaunas. Ab 2004 lehrte sie als Lektorin und ab 2010 als Professorin an der Mykolo Romerio universitetas und von 1996 bis 2006 an der Vilniaus universitetas. Von 2004 bis 2014 war sie Prodekanin der Fakultät für Politik und Management. Ab 2014 leitete sie das Labor für Gesundheitsforschung der MRU.
Von 1997 bis 1998 war Jankauskienė Staatssekretärin, von 1998 bis 1999 Vizeministerin, von 2000 bis 2001 Ministerberaterin, von 2020 bis 2023  Stellvertreterin von Arūnas Dulkys am Gesundheitsministerium Litauens, stellvertretende Gesundheitsministerin im Kabinett Šimonytė, geleitet von Premierministerin Ingrida Šimonytė.
Von 1999 bis 2001 arbeitete sie als Experte für Gesundheitspolitik für Beratungsunternehmen PricewaterhouseCoopers nach dem EU-PHARE-Programm.